# جواو دي لوكا
جواو دي لوكا (بالبرتغالية: João de Lucca‏) (مواليد 6 يناير 1990) هو سبّاح برازيلي، مثّل بلاده في الألعاب الأولمبية الصيفية 2016.

## روابط خارجية
جواو دي لوكا على موقع الاتحاد الدولي للسباحة (الإنجليزية)
- جواو دي لوكا على موقع SwimRankings.net (الإنجليزية)
- جواو دي لوكا على موقع اللجنة الأولمبية الدولية (الإنجليزية)
- جواو دي لوكا على موقع أوليمبيديا (الإنجليزية)